# Hygrophorus discoideus
Hygrophorus  discoideus (Christian Hendrik Persoon, 1801  ex Elias Magnus Fries, 1838) din încrengătura Basidiomycota, în familia Hygrophoraceae și de genul Hygrophorus este o specie regional rară de ciuperci comestibile care coabitează, fiind un simbiont micoriza (formează micorize pe rădăcinile arborilor). O denumire populară nu este cunoscută. Buretele se dezvoltă în România, Basarabia și Bucovina de Nord preferat pe sol umed, bogat în nutrienți și calcaros prin păduri de conifere sau în cele mixte sub larici și pini, crescând solitar sau în grupuri mai mici. Apare de la câmpie la munte din septembrie până în noiembrie.

## Taxonomie

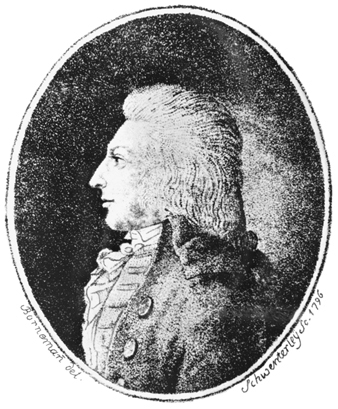
C. H. Persoon

Numele binomial a fost determinat de cunoscutul micolog bur Christian Hendrik Persoon în volumul 1 al operei sale Synopsis methodica Fungorum din 1801 drept Agaricus discoideus. Apoi, în 1838, renumitul savant Elias Magnus Fries a transferat specia la genul Hygrophorus sub păstrarea epitetului, de verificat în cartea sa Epicrisis systematis mycologici, seu synopsis hymenomycetum, fiind și numele curent valabil (2023). 
Sinonim obligatoriu este Limacium discoideum a botanistului german Paul Kummer din 1871, bazând pe descrierea lui Persoon. Toate celelalte încercări de redenumire și variațiile descrise (vezi infocaseta) sunt acceptate sinonim. 
Epitetul este derivat din cuvântul latin (latină discus=disc, farfurie, platou, datorită aspectului pălăriei.

## Descriere

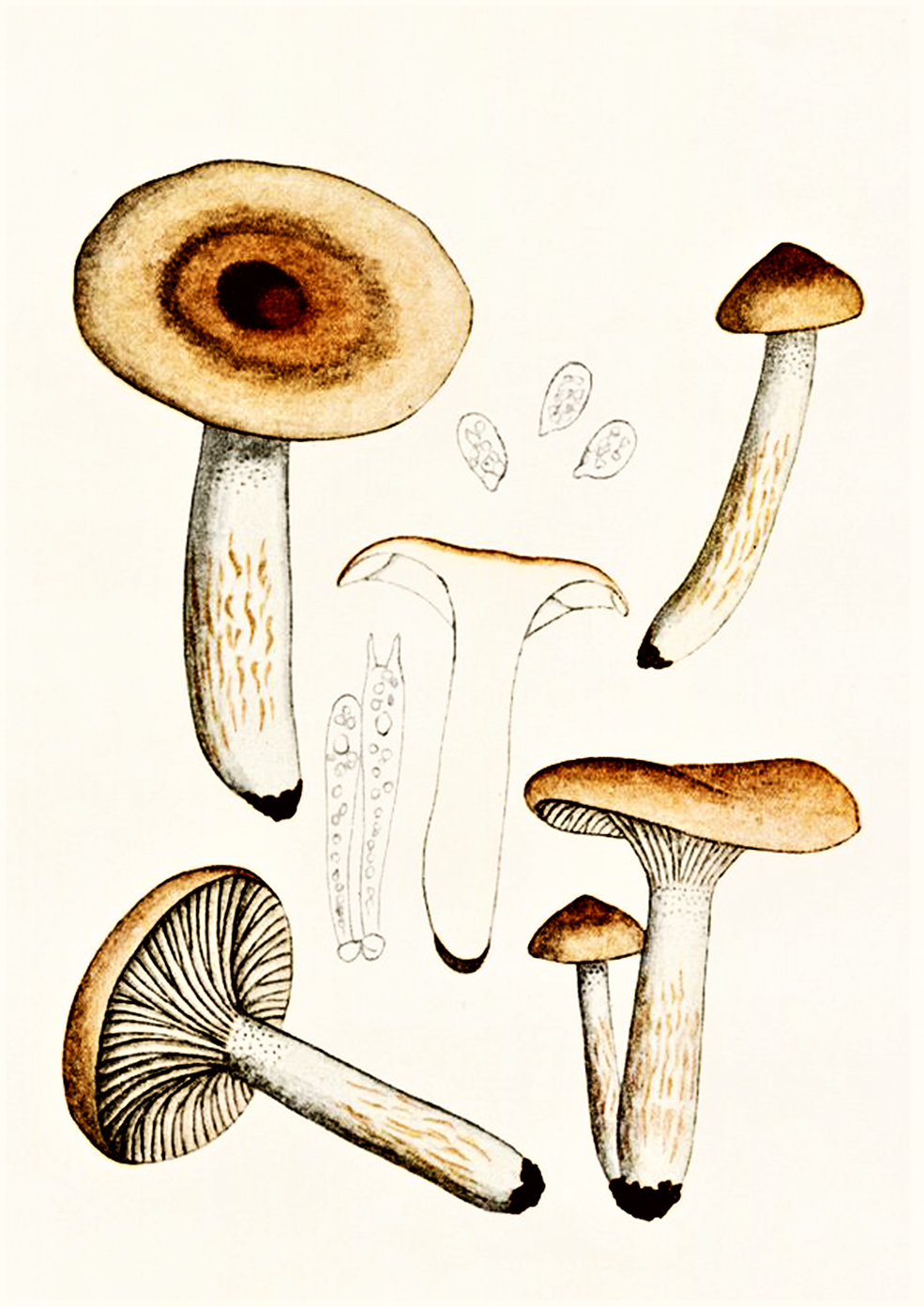
Bres.: Hygrophorus discoideus

- Pălăria: destul de moale, numai puțin cărnoasă, nehigrofană, cu un diametru de 3-6 (7) cm este inițial conică, apoi convexă până plan-convexă cu o cocoașă mică și ascuțită, la bătrânețe aplanată, nu rar adâncită sau chiar în formă de pâlnie în centru precum marginea neregulată și adesea despicată. Cuticula netedă este aproape mereu învelită de un strat vâscos, doar la ariditate usucă ceva, fiind atunci mătăsoasă. Coloritul, licărind cristalin, opalescent, când este umed, poate fi ocru-portocaliu, carneu, gri-brun, bej-maroniu sau brun-roșiatic, la mijloc de culoarea respectivă, însă clar mai închisă.
- Lamelele: destul de groase, distanțate, ceroase, la umezeală lipicioase, cu lameluțe intercalate de lungime diferită, sunt atașate față de picior atât larg adnate cu un dinte, cât și semi-decurente. Coloritul este la început alb, devenind apoi crem, apoi ocraceu până la maro pal. Muchiile de aceiași culoare sunt netede.
- Piciorul: ferm cu o lungime de 3-6 (9) cm și o lățime de 0,4-1 (1,2) cm este cilindric până la fuziform, mai întâi plin, apoi găunos pe dinăuntru, conectat cu marginea pălăriei printr-un voal subțire, vâscos, lăsând în urmă un inel fugace vâscos, adesea indistinct. Suprafața slab fibroasă, cleioasă până aproape uscată, la bază pâsloasă și punctată alb-brun, este deasupra vălului albă, dedesubt albicioasă până la ocraceu sau maroniu pal. Nu poartă un inel veritabil.
- Carnea: este în pălărie destul de moale, albicioasă, sub cuticulă maro pal, iar în picior fermă, de colorit albicios până bej deschis sau ocraceu. Nu se decolorează după tăiere. Mirosul este plăcut, nu distinctiv și gustul blând.[3][4]
- Caracteristici microscopice: are spori netezi, hialini (translucizi), elipsoidali până la alungit ovoidali cu un apendice hilar mic, abrupt, măsurând 5 (7)-8 (9) x 3,5 (4,5)-5 (6) microni. Pulberea lor este albă. Basidiile clavate îngust cu patru sterigme fiecare au o dimensiune de 33-43 x 5,5-7,5 microni. Pileipellis (cuticula), este un ixo-trichoderm de 80-200 µm grosime, alcătuit din hife erecte și ascendente, ramificate, destul de compacte până la libere, late de 2-5,5 µm, hialine sau cu un pigment intracelular brun pal, prezentând în plus niște hife incrustate fin. Cistidele (elemente sterile situate în stratul himenal sau printre celulele din pielița pălăriei și a piciorului, probabil cu rol de excreție) lipsesc. Trama himenoforală este bilaterală, formată din elemente cilindrice până la destul de umflate cu o dimensiune de 45-120 x 3-7 microni. Stipitipellis la vârf este o pieliță uscată subțire de hife hialine, întinse, late de 2-5 µm, cu fascicule de hife compacte și erecte de până la 70 µm înălțime cu elemente terminale cilindrice până îngust clavate de 30-65 x 3,5-5 microni. Sub apex, cel puțin pe alocuri, se ivește un ixo-trichoderm de până la 130 µm grosime, constând din  hife erecte, de 1,5-5,5 µm lățime, hialine sau cu un pigment intracelular brun pal, trecând spre bază într-o cutis uscată. Conexiuni cu cleme sunt prezente.[9][10]
- Reacții chimice: carnea se decolorează cu hidroxid de potasiu sau cu hidroxid de sodiu portocaliu până la galben de miere.[11]

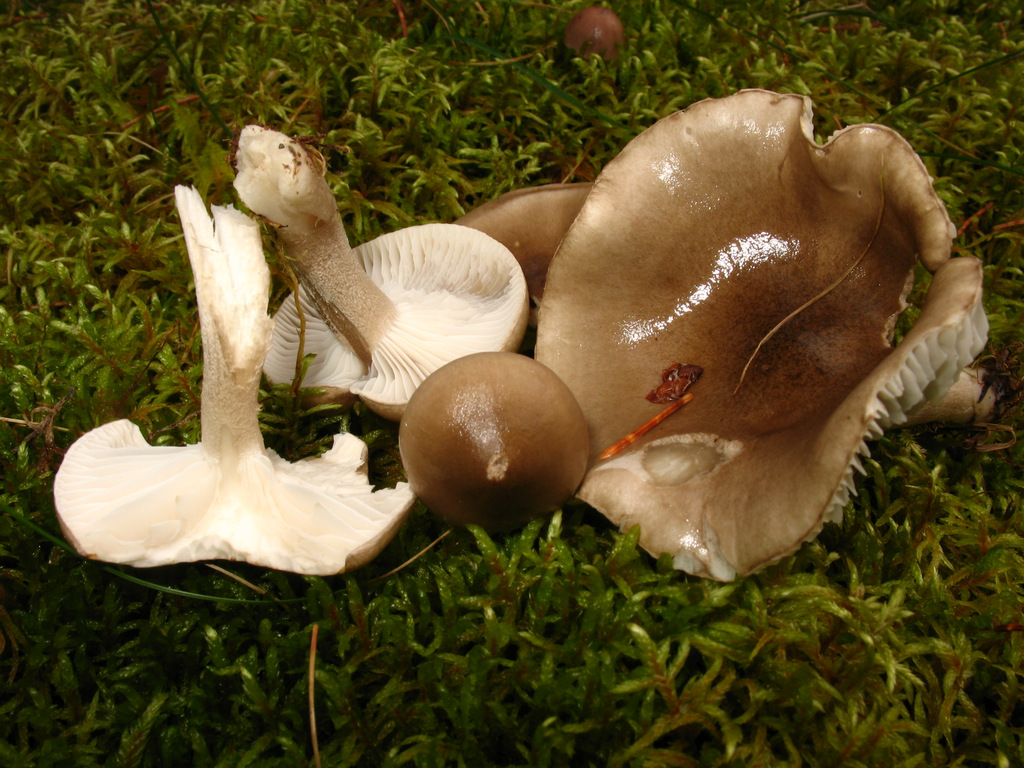
H. discoideus, pălărie, lamele și picior
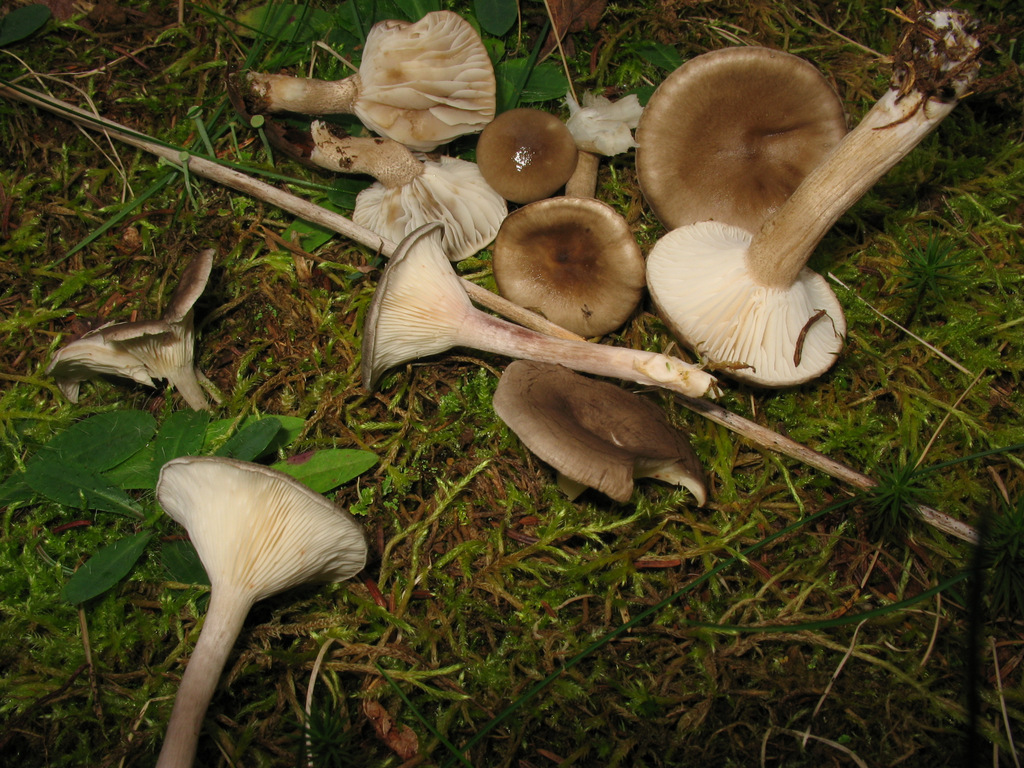
H. discoideus în diverse stadii de evoluție

## Confuzii
În mod general, Hygrophorus camarophyllus poate fi confundat cu ciuperci comestibile și mai mult sau mai puțin savuroase aceluiași gen cum sunt: Cuphophyllus colemannianus sin. Hygrocybe colemanniana (comestibil), Hygrophorus arbustivus (comestibil), Hygrophorus erubescens (comestibil) Hygrophorus hypothejus (comestibil), Hygrophorus latitabundus (comestibil), Hygrophorus persoonii (comestibil), Hygrophorus pudorinus (comestibil, de valoare culinară foarte scăzută) Hygrophorus purpurascens (comestibil), Hygrophorus unicolor sin. Hygrophorus leucophaeus (comestibil) + imagini sau chiar și cu Hebeloma mesophaeum sin. Hebeloma strophosum (slab otrăvitoare).

## Specii asemănătoare în imagini

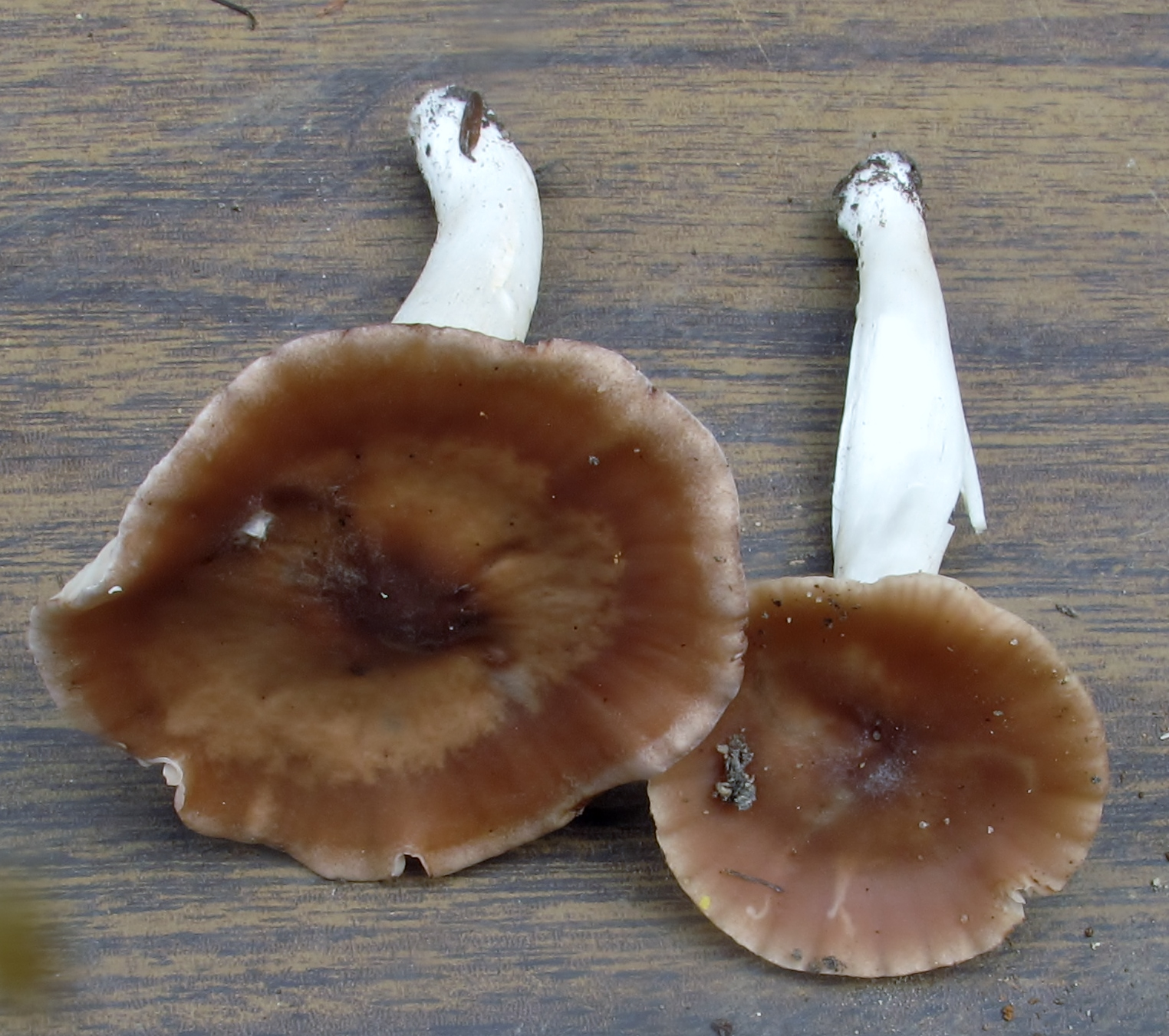
Cuphophyllus colemannianus sin. Hygrocybe colemanniana
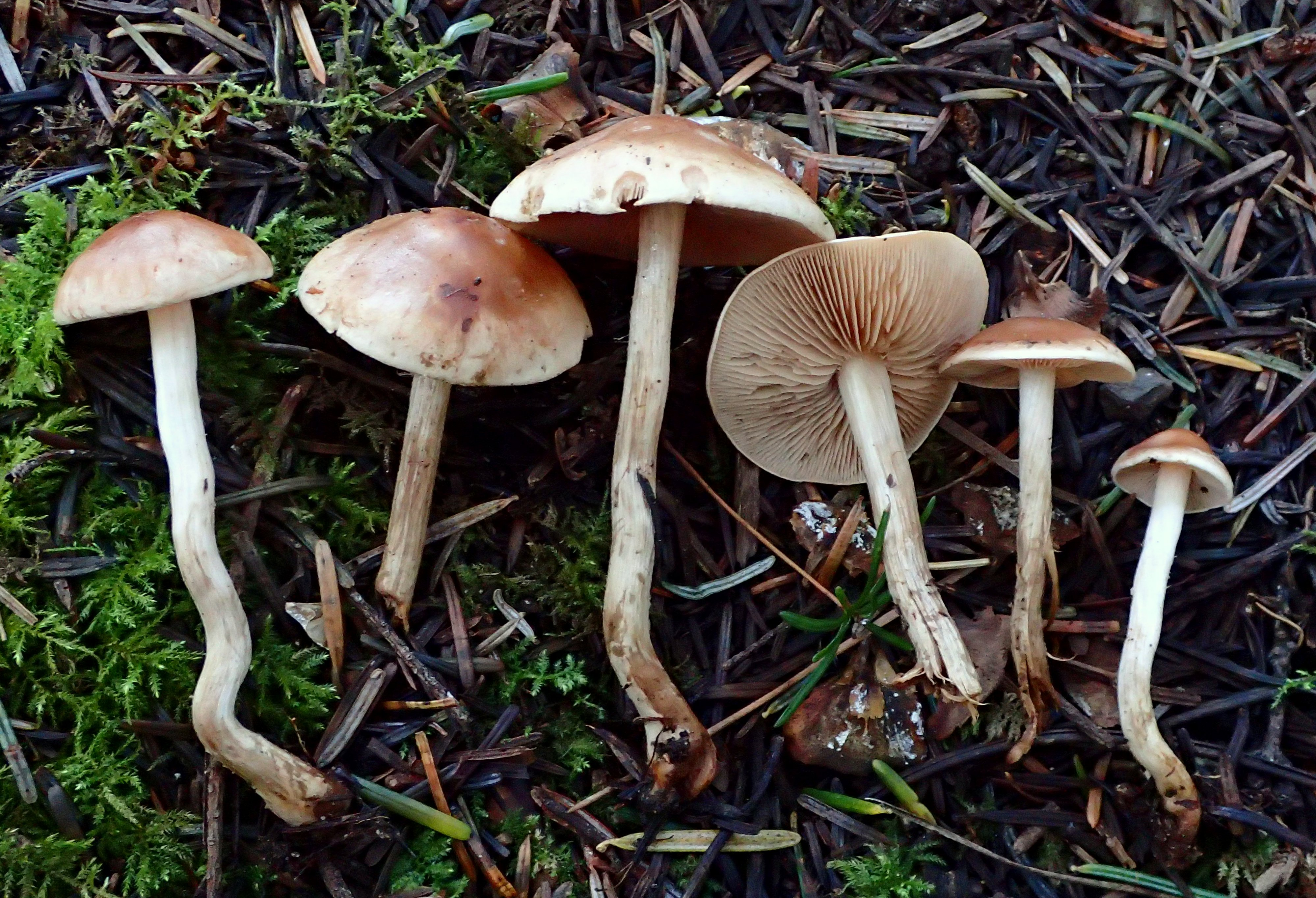
!!Hebeloma mesophaeum sin. Hebeloma strophosum!!
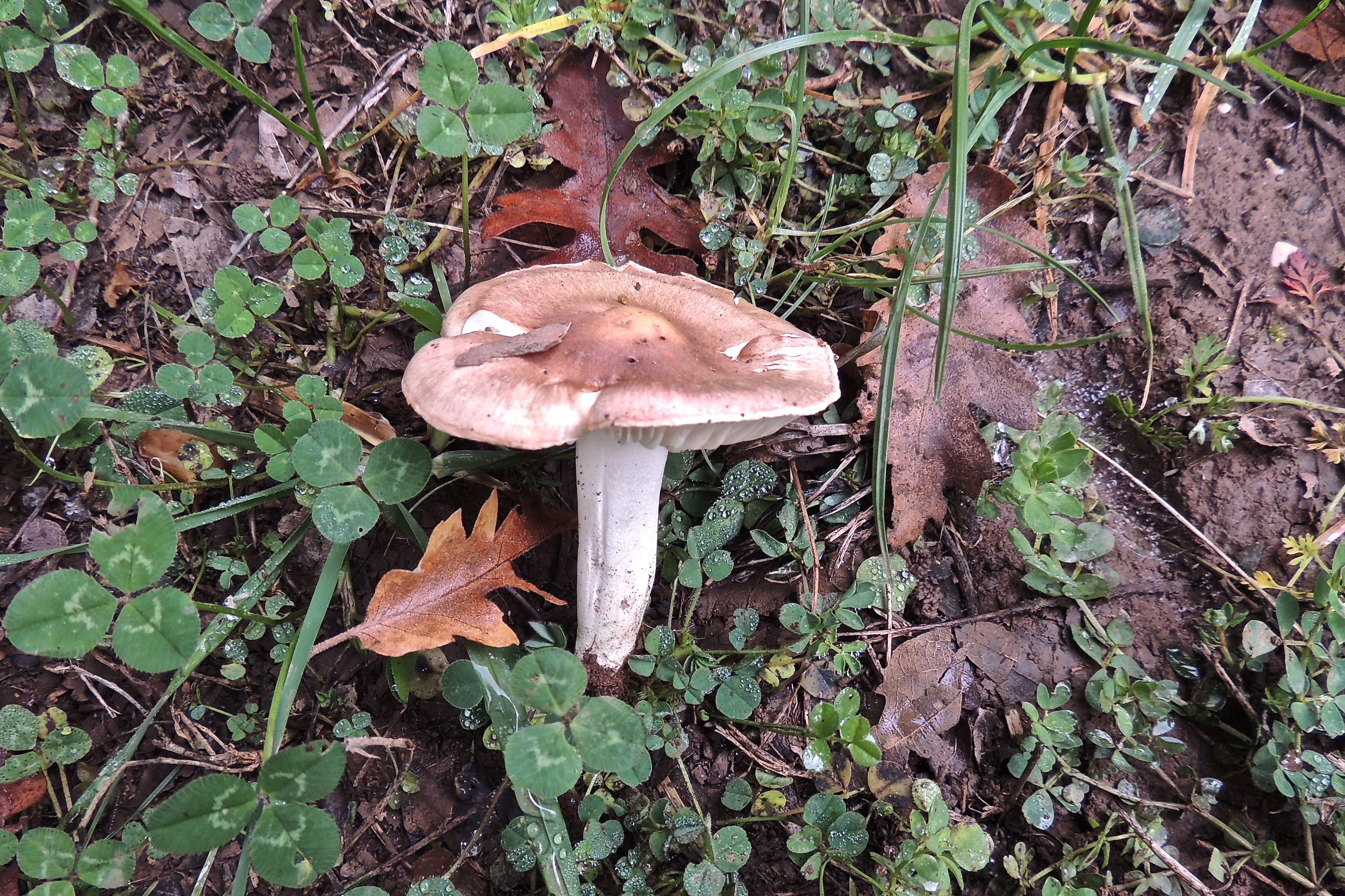
Hygrophorus arbustivus
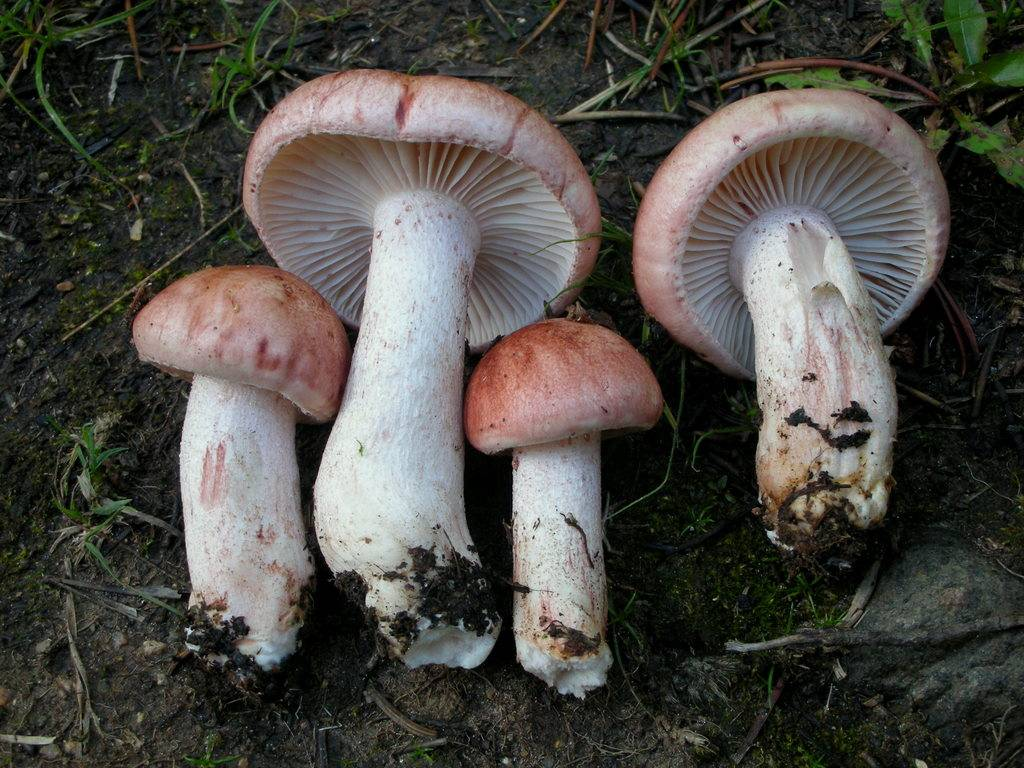
Hygrophorus erubescens
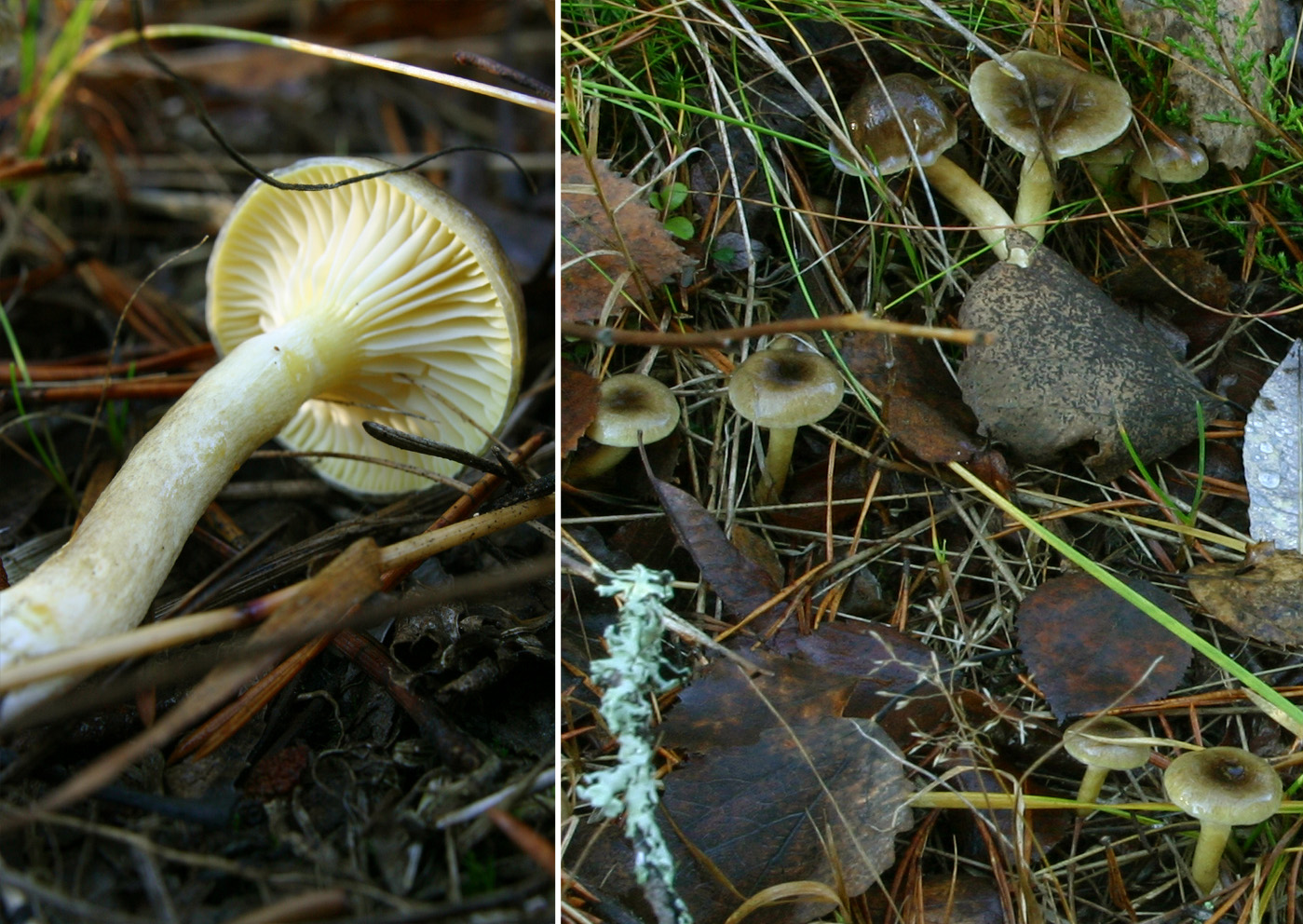
Hygrophorus hypothejus

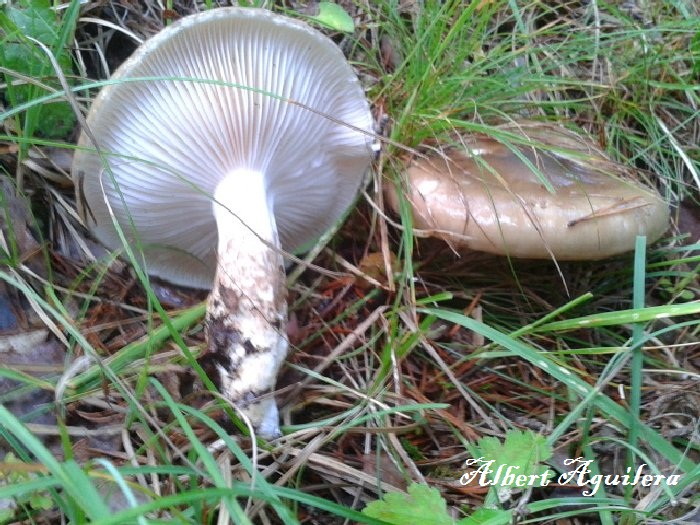
Hygophorus latitabundus
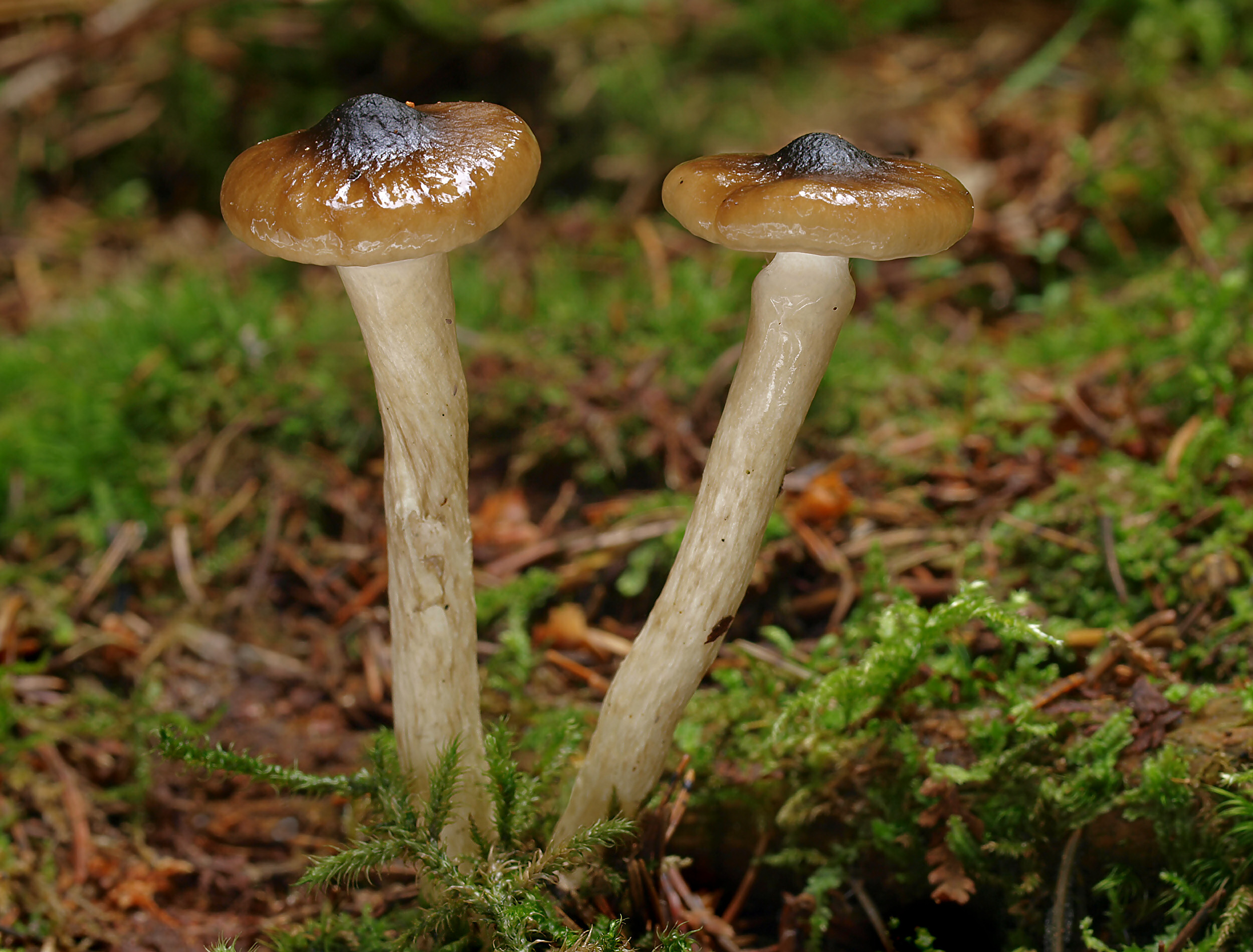
Hygrophorus olivaceoalbus
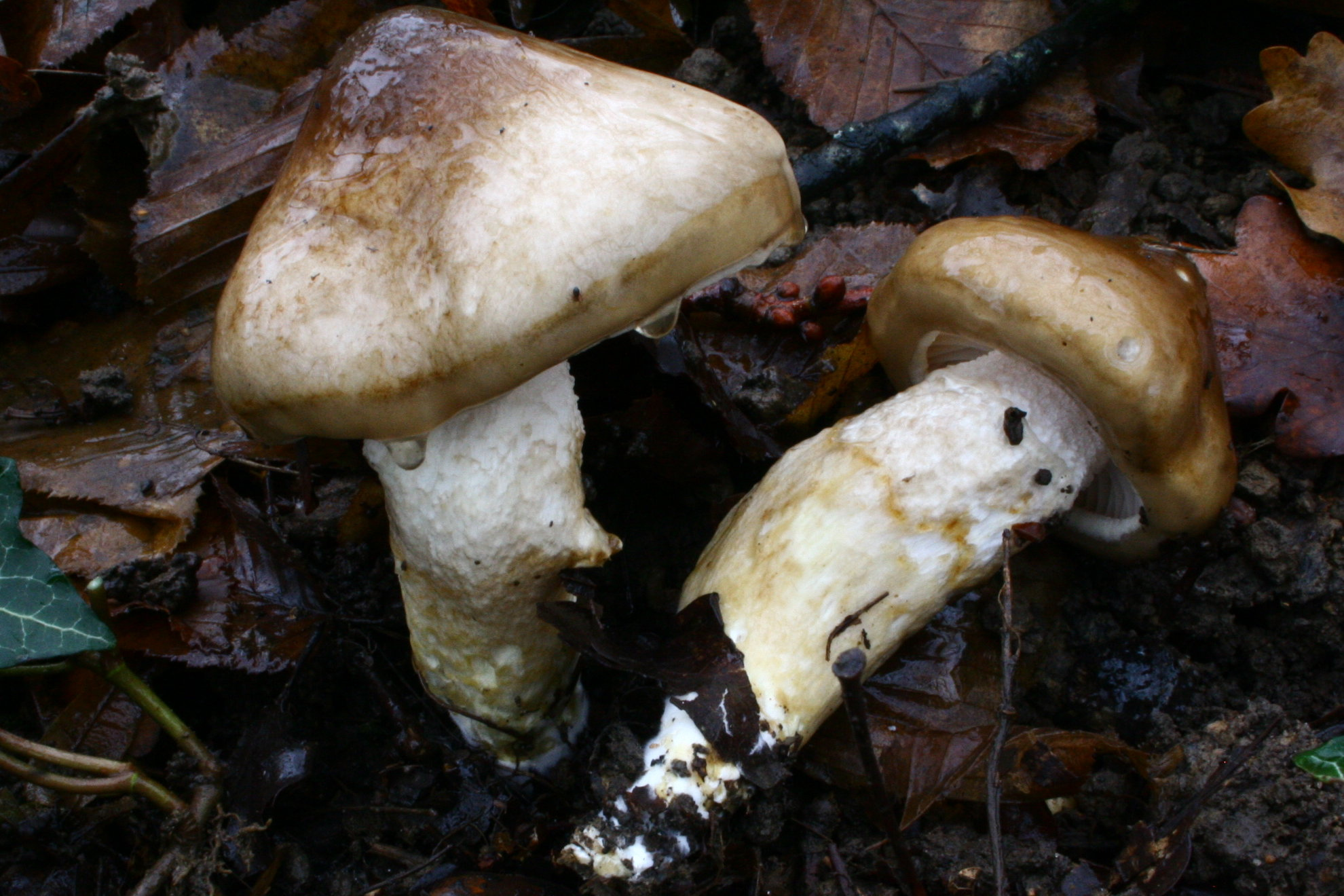
Hygrophorus persoonii
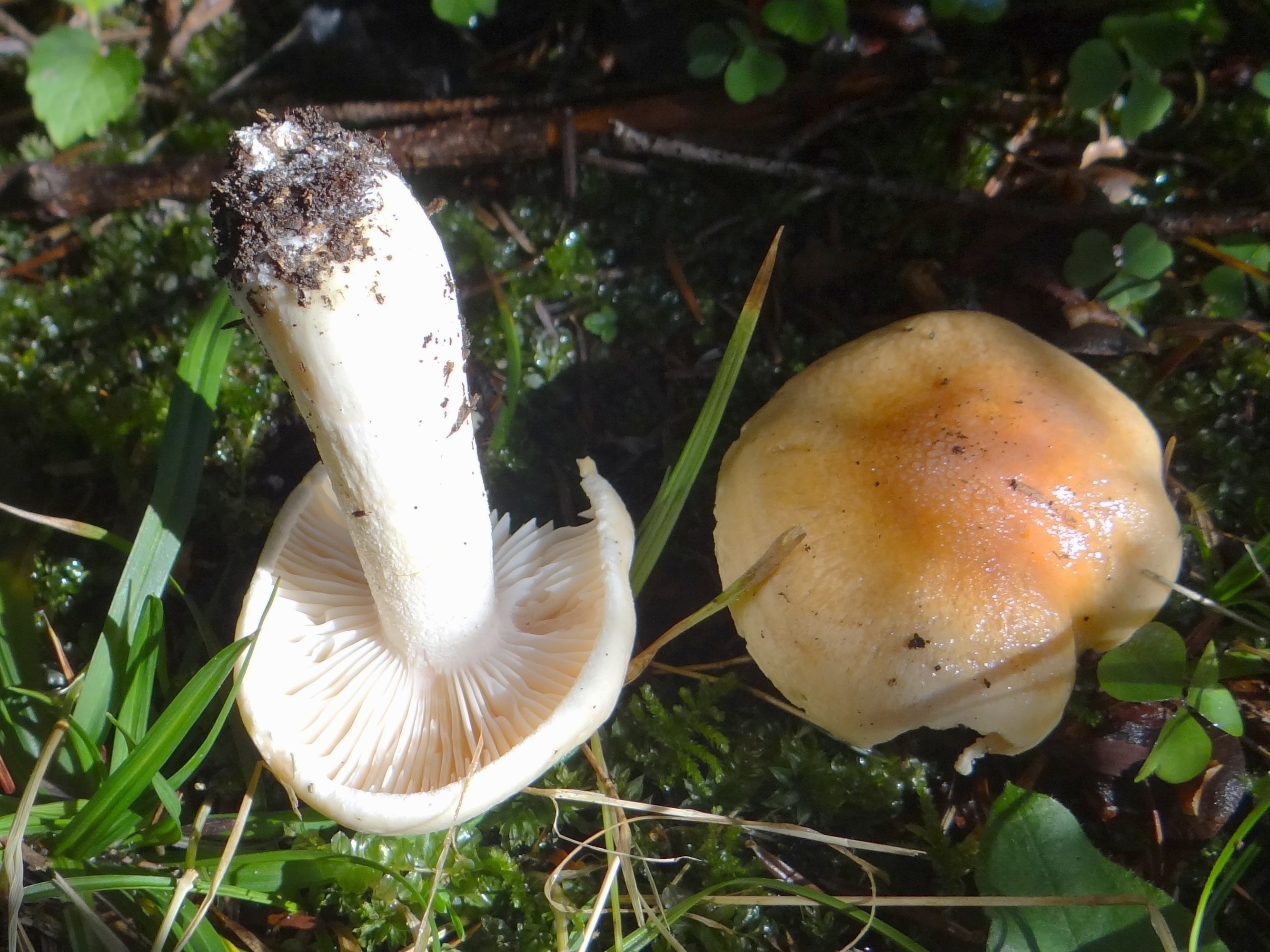
Hygrophorus pudorinus
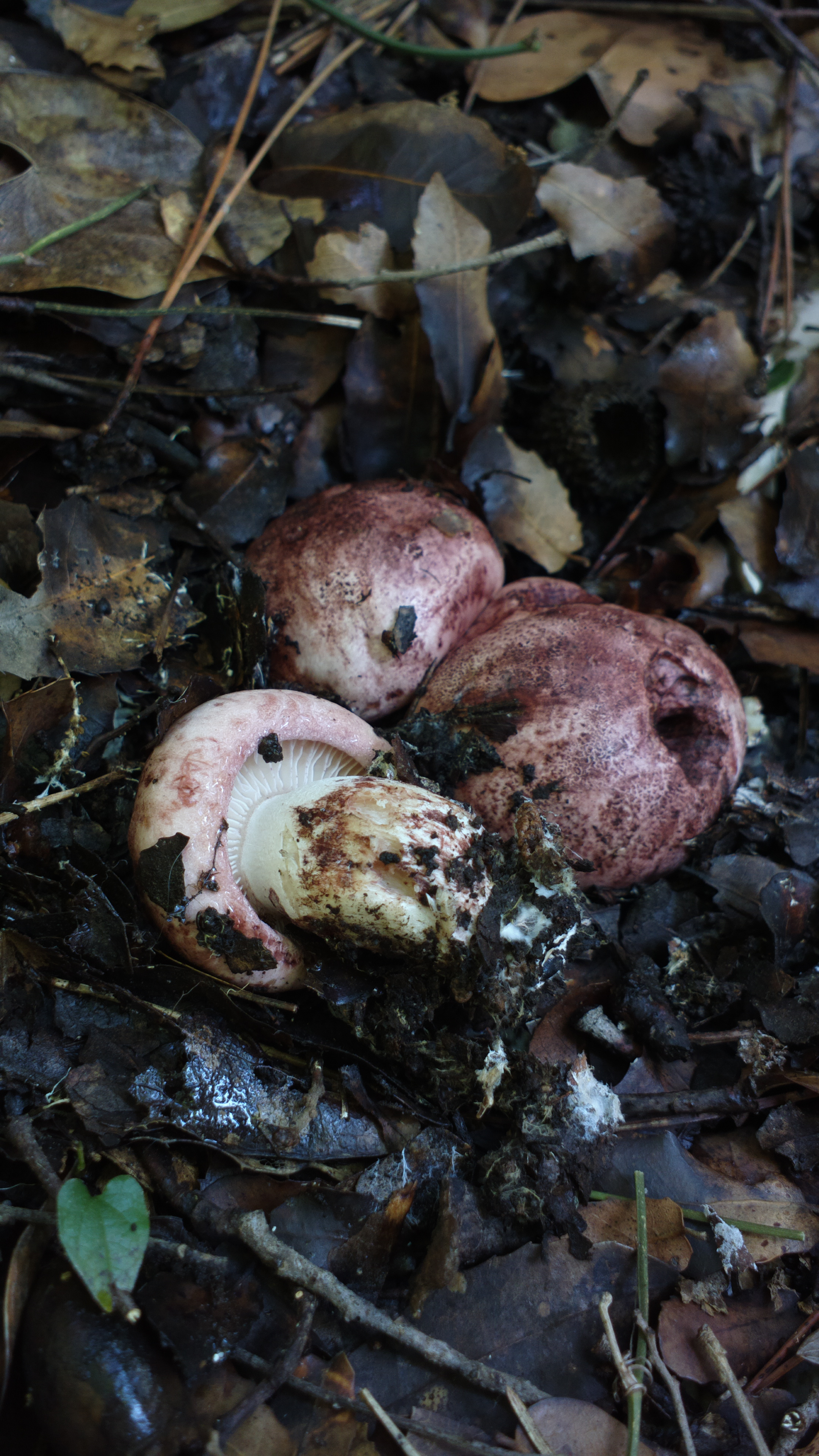
H. purpurascens

## Valorificare
Hygrophorus discoideus este o specie destul de gustoasă care se potrivește în bucătărie nu numai ca adăugare la o mâncare de alte ciuperci. În Elveția, ciuperca poate fi vândută la piață. Acolo unde apare rar, ar trebui fi cruțată și lăsată la loc.